# 나라

이 세계 지도에 표시된 영토는 대부분 국제적으로 완전한 승인을 받은 주권국인 나라이다. (괄호는 주권국이 아닌 표시된 영토의 국가를 나타냄). 일부 영토는 그 자체로 나라이지만 미승인으로 취급한다(예: 중화민국). 일부 표시된 영토는 어느 나라에 속하는지(예: 카슈미르) 또는 자체 권리가 있는 나라인지(예: 서사하라 영토 또는 동일한 이름으로 알려진 나라) 논쟁의 여지가 있다.

정치지리학에서 나라(영어: country) 또는 국(國), 방(邦)은 일정한 영토와 거기에 사는 사람들로 구성된 지리적 단위를 일컫는다. 정치학에서 '국가'라는 용어가 주로 주권국을 일컫는 것과 달리, 정치지리학적에서 '나라'는 주권국 외에도 다른 땅과 지리적으로 구분되는 영토와 사람들로 구성된 단위를 일컬을 수도 있다. 예를 들어, 주권국인 영국은 북아일랜드, 스코틀랜드, 웨일스, 잉글랜드라는 네 개의 정치지리학적 나라로 구성되어 있다. 그린란드는 정치학적으로 덴마크의 속령이지만, 정치지리학적으로는 나라라 볼 수 있다.
'나라'라는 단어의 정의와 용법은 유연하며 시간이 지남에 따라 변경되었다. 2010년에 이코노미스트는 "나라에 대한 명확한 정의를 찾으려는 모든 시도는 곧 예외와 변칙의 덤불에 부딪히게 된다"고 썼다.

## 주권국
특정 정치 체제를 언급할 때 '나라'라는 용어는 주권국, 제한된 인정을 받는 나라, 컨트리 또는 속령을 의미할 수 있다. 주권국은 세계의 일부 지역에 대해 최고의 합법적 권위를 갖고 있는 정치적 실체이다. 여러 나라가 주권 지위에 대해 논쟁을 벌이고 있으며, 다수의 비주권 단체를 일반적으로 나라라고 부르기 때문에 세계의 '나라' 수에 대한 보편적인 합의는 없다. 나라의 기준에 관해 국가 공동체의 모든 구성원을 구속하는 정의는 없다. 나라의 인정과 관련된 국가적 관행은 일반적으로 선언적 접근 방식과 구성적 접근 방식 사이에 위치한다. 국제법은 주권국을 영구적인 인구(permanent population), 정의된 영토, 다른 정부에 속하지 않는 정부, 다른 나라와 소통할 수 있는 능력을 갖는 나라로 정의한다.

## 애국주의
자신이 속한 나라에 대한 긍정적인 감정적 유대감을 애국주의라고 한다. 애국주의는 자신의 나라에 대한 사랑, 헌신, 애착의식이다. 이러한 애착은 민족적, 문화적, 정치적, 역사적 측면을 포함하여 고국과 관련된 다양한 감정과 언어의 조합일 수 있다. 이는 민족주의, 주로 시민국민주의, 때로는 문화적민족주의와 밀접하게 관련된 일련의 개념을 포함한다.

## 같이 보기
- 옛 나라 목록
- 마이크로네이션